# 王玥媞
王玥媞（2001年10月9日—）為臺灣女子籃球運動員。王玥媞擁有阿美族血統，自石牌國中畢業後進入淡水商工就讀，高一場均表現為16.5分，高二來到20.3分，高三擔任球隊隊長，2020年2月在108學年度高中籃球聯賽女子組八強賽對上北一女中一役攻下49分，3月冠軍賽再次對戰北一女中，王玥媞拿下40分助淡水商工奪下隊史第10座HBL冠軍，109學年度加入中國文化大學。

## 外部連結
- 王玥媞在fiba.basketball（英语）
- 王玥媞在archive.fiba.com（存檔）（英语）
- 王玥媞在fiba3x3.com（英语）
- 王玥媞在Eurobasket.com（球員）（英语）